# Alice Pickering
Alice Simpson Pickering, angleška tenisačica, * 1860, † 18. februar 1939.
Leta 1896 se je uvrstila v finale turnirja za Prvenstvo Anglije, kjer jo je premagala Charlotte Cooper v dveh nizih.

## Finali Grand Slamov

### Posamično (1)

#### Porazi (1)
| Leto | Turnir            | Nasprotnica v finalu | Rezultat finala |
| 1896 | Prvenstvo Anglije | Charlotte Cooper     | 2–6, 3–6        |